# Căutarea cererilor de azil
„Căutarea cererilor de azil” este un termen folosit pentru practica unor solicitanți de azil de a solicita azil în mai multe state sau de a încerca să solicite azil într-un anumit stat după ce au călătorit prin alte state. Este folosit mai ales în contextul Uniunii Europene și al spațiului Schengen, dar a fost folosit și de Curtea Federală a Canadei.
Refugiații și solicitanții de azil sunt protejați de convențiile internaționale în temeiul principiului nereturnării, care stabilește că o țară nu poate forța o persoană care solicită refugiu să se întoarcă în țara de origine dacă există riscul ca persoana respectivă să fie persecutată acolo. Convenția de la Dublin care acoperă Uniunea Europeană prevede că solicitanții de azil sunt returnați în țara în care a fost înregistrată pentru prima dată intrarea lor în uniune și unde li s-au luat pentru prima dată amprentele digitale. Un alt obiectiv al acestei politici este de a preveni solicitanții de azil aflați pe orbită, adică de a preveni transferul continuu al solicitanților de azil între țări, încercând să-i determine pe alții să-i accepte.
Legislația europeană, Regulamentul Dublin, nu impune ca solicitanții de azil să își înregistreze cererea de azil în prima țară în care sosesc, ci ca decizia primei țări a UE în care depun cererea să fie decizia finală în toate țările UE. Cu toate acestea, în rândul unor solicitanți de azil, amprentarea digitală și înregistrarea se confruntă cu o rezistență vehementă în țările care nu sunt prietenoase cu solicitanții de azil. De exemplu, unii oameni solicită azil în Germania și Suedia, unde se adoptă o abordare mai serioasă a asistenței sociale și a sprijinului pentru integrare, iar drepturile fundamentale sunt mai susceptibile de a fi respectate.
Se pare că unii solicitanți de azil și-au ars degetele pentru a evita controlul amprentelor digitale în Italia, astfel încât să poată solicita azil într-o altă țară. Registrul amprentelor digitale, cunoscut sub numele de sistemul Eurodac, este utilizat pentru a intercepta cereri de azil multiple sau false. În Irlanda, s-a constatat că două treimi dintre solicitanții de azil ale căror cereri au fost respinse erau deja cunoscuți de autoritățile britanice de frontieră, în o treime din cazuri având o altă naționalitate, cum ar fi tanzanienii care pretind că fug de persecuția din Somalia.